# Bustiyerro-El Rosario
Bustiyerro-El Rosario es una localidad del municipio cántabro de San Pedro del Romeral, en España. En el año 2024 tenía una población de 56 habitantes. Se encuentra a 650 m s. n. m., en la parte oriental del municipio. Dista 4 kilómetros de la capital municipal. En el Diccionario Madoz se señalaba que Bustiyerro era una barriada situada en un llano al oeste del río Troja, con 18 casas cabañas con sus prados cerrados en anillo, habitadas por doce vecinos durante las estaciones de otoño e invierno, en una forma de ocupación del territorio propio de la comarca pasiega.